# Azaguié
Azaguié – miasto w Wybrzeżu Kości Słoniowej, w dystrykcie Lagunes, w regionie La Mé, w departamencie Akoupé.